# Biacesa
Biacesa ist eine Fraktion der italienischen Gemeinde (comune) Ledro in der Provinz Trient, Region Trentino-Südtirol.

## Etymologie
Der Ort wurde erstmals 1406 als de Blazesa urkundlich erwähnt. Der Name leitet sich womöglich aus dem langobardischen Gattungsnamen blaha ab. In der latinisierten Form blacha bedeutet er „dunkle Erde“. In der mittelalterlichen Kartographie bezieht sich der Name auf Böden, die mit Eichen oder Edelkastanien bepflanzt sind.

## Geographie
Die Ortschaft liegt im östlichen zum Gardasee abfallenden Teil des Ledrotals etwa 6 km östlich des Ledrosee auf der orographisch linken Seite des Torrente Ponale auf 418 m s.l.m. Nördlich von Biacesa liegt mit der Cima Valdès (1578 m) die höchste Erhebung der Rocchetta-Gruppe, die östlich vom Val Vasotina und westlich vom Valle Giumella eingegrenzt ist. Beide Täler münden bei Biacesa in das Ledrotal.
Die nordöstlich gelegene Provinzhauptstadt Trient ist in Luftlinie knapp 34 km entfernt, und in etwas weniger als einer Autostunde zu erreichen. Biacesa zählt etwas mehr als 200 Einwohner und ist Ausgangspunkt mehrerer Klettersteigrouten über die nordöstlich gelegenen Cima Capi (909 m) und die Cima Rocca (1089 m) sowie zahlreicher Wanderrouten unter anderem zum Bivacco Francesco Arcioni.

## Geschichte
Im Ersten Weltkrieg wurden Biacesa evakuiert und die Einwohner nach Böhmen geschafft. Mit dem italienischen Kriegseintritt am 24. Mai 1915 räumte die österreichisch-ungarische Armee den Ort, der kurz darauf von italienischen Truppen besetzt wurde.
Bis 1928 war Biacesa eine eigenständige Gemeinde. Sie wurde im Zuge der faschistischen Gemeindereform aufgelöst und Biacesa in die Gemeinde Molina di Ledro eingemeindet. 2010 hat sich Molina mit anderen Gemeinden des Ledrotals zu der Gemeinde Ledro zusammengeschlossen.

## Verkehr
Durch Biacesa führt die Strada Statale SS 240 Loppio – Val di Ledro, von der unterhalb des Ortes die alte Ponalestraße abzweigt.

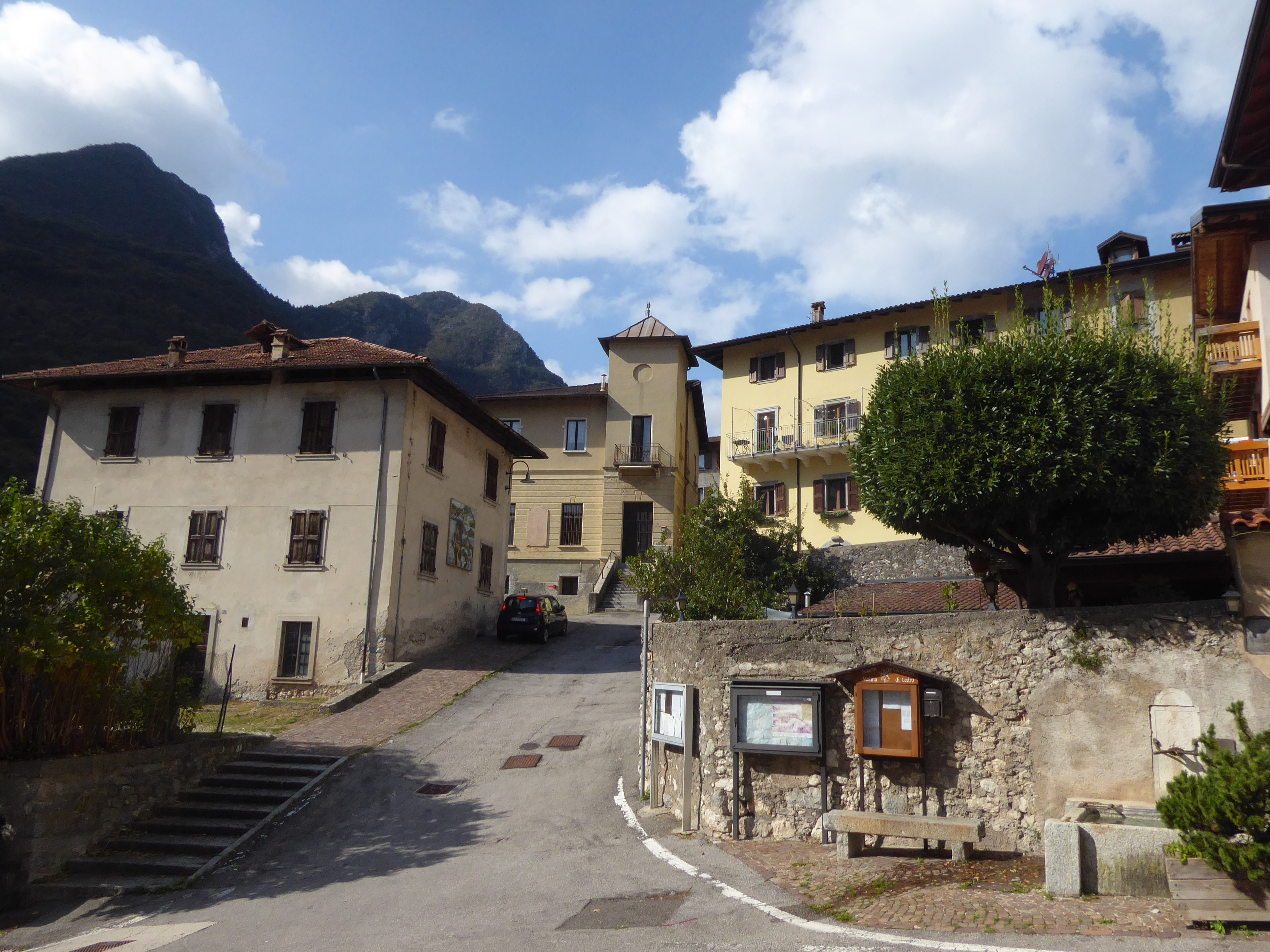
Ortskern
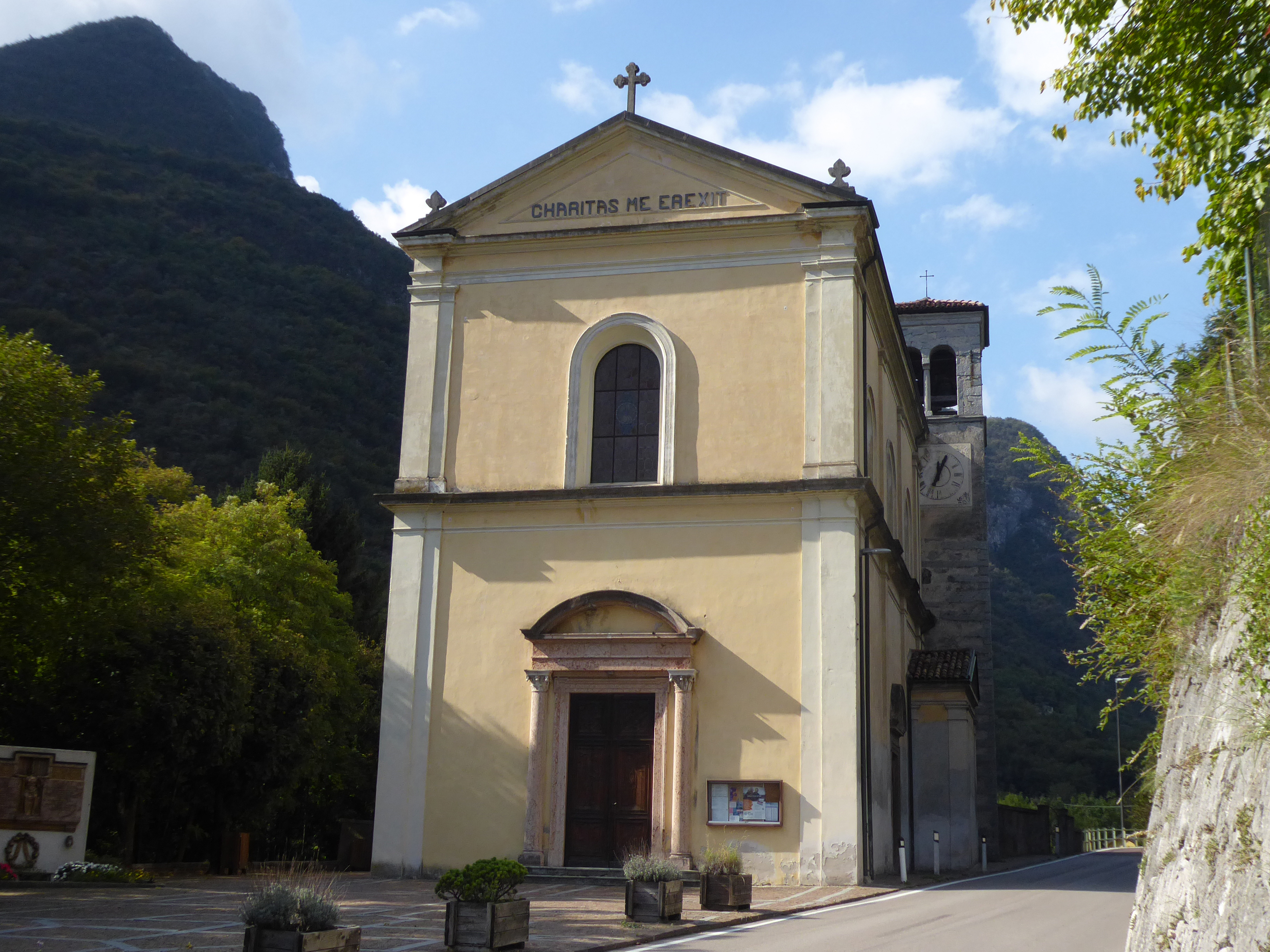
Pfarrkirche Sant’Antonio
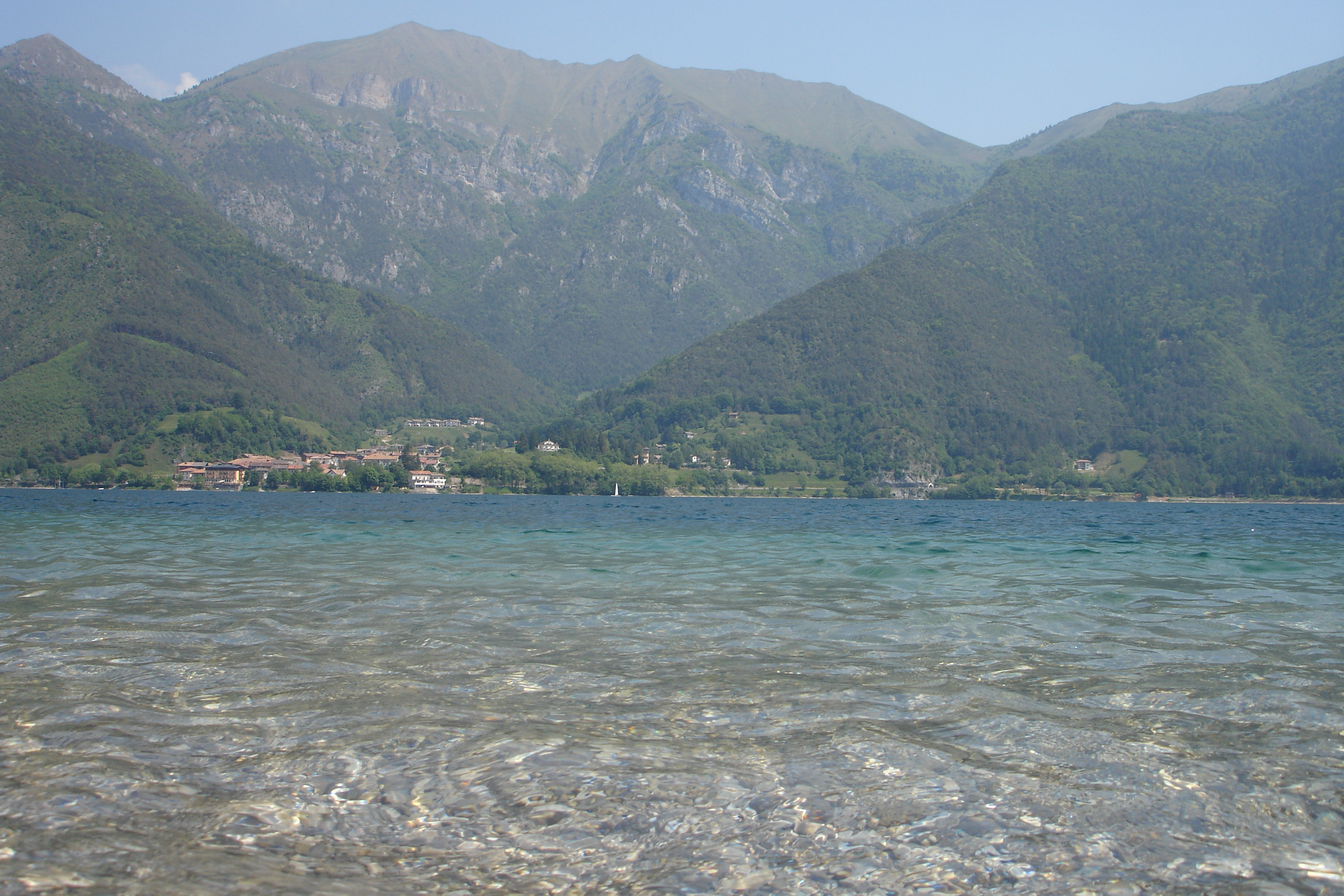
Ledrosee (6 km entfernt)
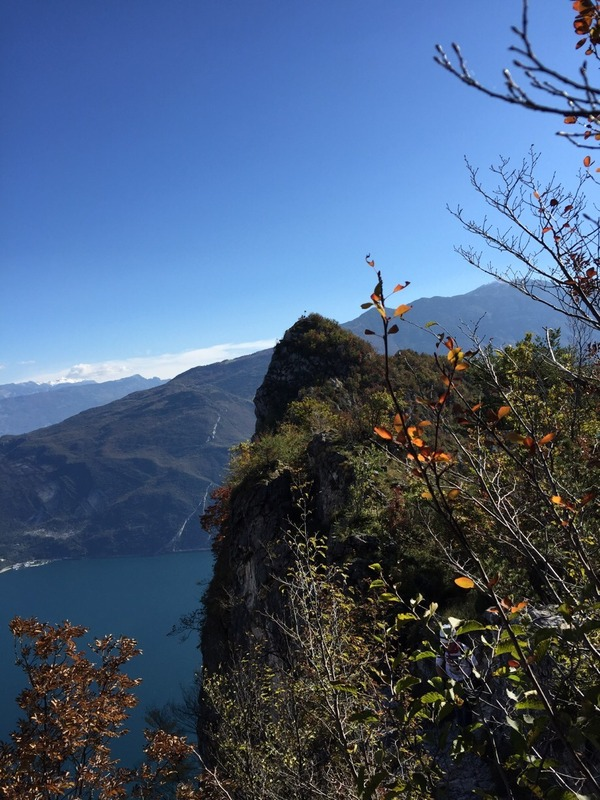
Cima Capi